# المغاربة في السعودية
يصل عدد المهاجرين المغاربة المقيمين بالمملكة العربية السعودية، حسب الإحصائيات الموجود بالسفارة المغربية، إلى 30,000، ينقسمون إلى عمال، وتجار، وأطر مغربية خصوصاً في قطاع التعليم.

## العمل
أغلب المهن التي يزاولها المغاربة في المملكة العربية السعودية هي المهن المتعلقة بالتجارة، خاصة بيع الهواتف المحمولة وإكسسواراتها، ومهن الخطابة والآذان في المساجد، وورشات إصلاح السيارات ومحلات الحلاقة والمخابز ومهام التسويق التجاري والخدمات العامة، إضافة إلى مهام السياقة وشركات نقل الأموال والصرف والتدريس في الجامعات.
غالبية المغاربة المقيمين في المملكة العربية السعودية يشتغلون تحت كفلاء لهم إذ إن كل كفيل يؤدي عن مشغليه كل شيء، ومن لا يشتغل، لا يمكن له الحصول على وثائق، وتحويلات المغاربة المقيمين بالسعودية، تضاهي خمس مرات التحويلات التي تأتي من جميع الدول الأوروبية، والناتج الذي يحصل عليه العامل في السعودية يعود للمغرب، لأن أغلبهم يرسلون رواتبهم إلى أهلهم، وهم بذلك يساهمون في تحسن اقتصاد المغرب.

## الرياضة
أصبحت المملكة العربية السعودية وجهة هامة للكثير من اللاعبين المغاربة، كما أن أندية كرة القدم في السعودية أصبحت تتهافت أكثر على توقيع عقود مع اللاعبين المغاربة.

## تجمع المغاربة المقيمين بالمملكة العربية السعودية
هو تجمع أنشئ بهدف مساعدة المغاربة المقيمين في المملكة العربية السعودية، وقد وجد هذا التجمع ترحيبا ودعما حقيقيا من السلطات السعودية، التي ساعدته كثيرا، خصوصا من الناحية المادية.